# Mercedes-Benz M104
La sigla M104 identifica una piccola famiglia di motori a benzina prodotti dal 1989 al 1998 dalla Casa tedesca Mercedes-Benz. Dal 1993 alcune motorizzazioni di tale famiglia vengono prodotte su licenza anche dalla sudcoreana SsangYong.
Nel 1998 i motori M104 sono stati sostituiti nella produzione Mercedes-Benz dalla famiglia M112, ma continuano ad essere prodotti dalla SsangYong per i suoi modelli.

## Profilo e caratteristiche
La famiglia di motori M104 affiancò e poi sostituì la precedente famiglia M103, dalla quale derivava. Manteneva quindi l'architettura a sei cilindri in linea, ma proponeva numerose novità tecniche, riguardanti prevalentemente la distribuzione: quattro valvole per cilindro (anziché due), con sistema bialbero (invece che monoalbero) e fasatura variabile per le valvole sul lato aspirazione. Il variatore era di tipo elettro-idraulico a controllo elettronico ed agiva sull'albero a camme.
In definitiva, queste erano le caratteristiche comuni a tutti i motori della famiglia M104:
- ciclo Otto
- architettura a 6 cilindri in linea;
- monoblocco in ghisa;
- testata in lega di alluminio;
- distribuzione a doppio asse a camme in testa;
- testata a quattro valvole per cilindro disposte a V;
- variatore di fase elettro-idraulico a controllo elettronico sull'albero a camme lato aspirazione;
- alimentazione ad iniezione indiretta elettro-meccanica Bosch KE-Jetronic;
- accensione elettronica;
- albero a gomiti su 7 supporti di banco.

## Le versioni ufficiali
Questa famiglia contò, nella produzione ufficiale Mercedes-Benz, tre versioni diverse per cilindrata. Il primo motore M104 a debuttare fu un 3 litri, dal quale derivarono i 2,8 e 3,2 litri che ne presero il posto. Questi ultimi vennero prodotti su licenza anche dalla SsangYong.

### M104E30: il 3 litri

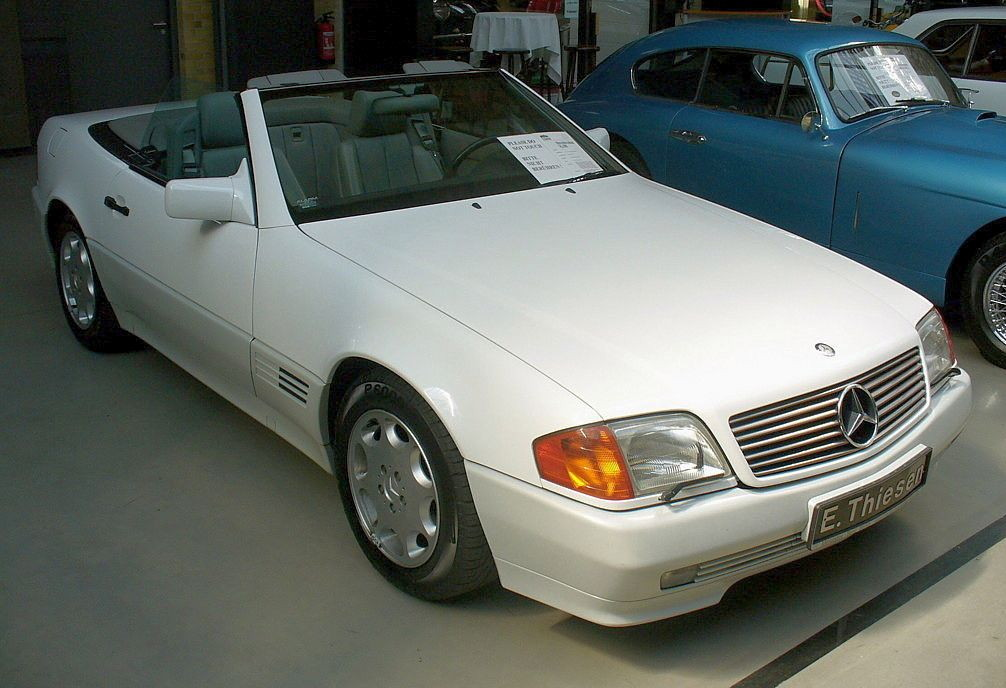
Una 300 SL-24, prima applicazione di un motore M104

La sigla M104E30 è quella che identifica il 3 litri M104, il primo di tale famiglia a debuttare, al salone di Ginevra del marzo 1989, sulla nuova SL.

Il 3 litri M104 andò ad affiancare l'equivalente unità M103 dalla quale derivava, condividendo lo stesso blocco motore; l'origine comune era evidenziata anche dalle identiche misure di alesaggio e corsa.
Questo motore è stato prodotto in due varianti: la prima era siglata 104.980 mentre la seconda, più prestante, era siglata 104.981; queste le caratteristiche principali:
- alesaggio e corsa: 88,5x80,2 mm
- cilindrata: 2960 cm³
- rapporto di compressione: 10:1
- potenza massima: 162(220) kW(CV) a 6400 giri/min (104.980) oppure 170(231) kW(CV) a 6300 giri/min (104.981)
- coppia massima: 265 N·m a 4600 giri/min (104.980) oppure 270 N·m a 4600 giri/min (104.981)

Applicazioni del motore 104.980:
- Mercedes-Benz 300 E-24 W124 (1989-93)
- Mercedes-Benz 300 TE-24 S124 (1989-92)
- Mercedes-Benz 300 CE-24 C124 (1989-92)
- Mercedes-Benz 300 CE-24 Cabriolet A124 (1990-93)

Applicazioni del motore 104.981:
- Mercedes-Benz 300 SL-24 R129 (1989-93)

### M104E32: il 3,2 litri

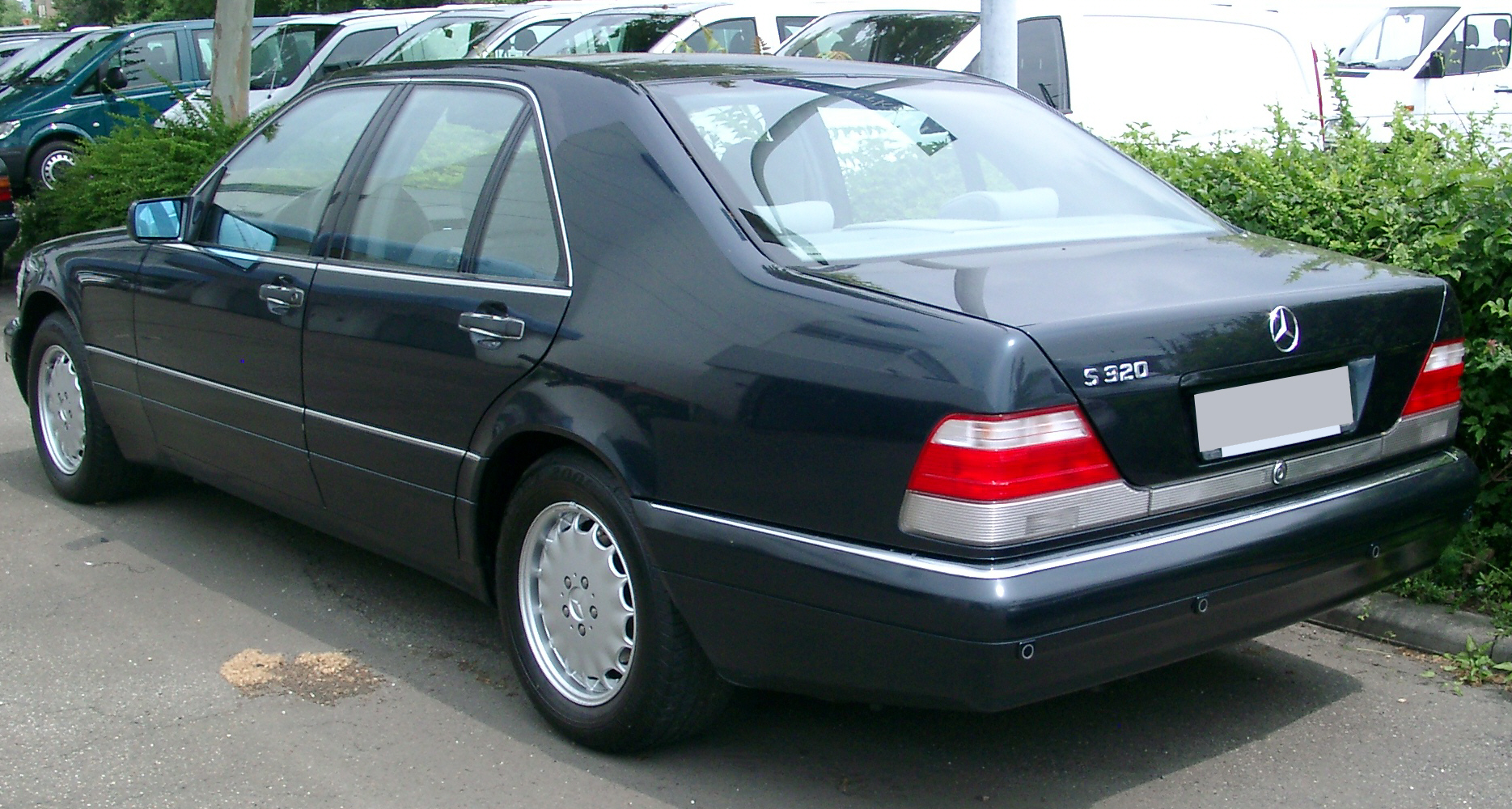
Il 3,2 litri M104 debuttò sulla Classe S W140

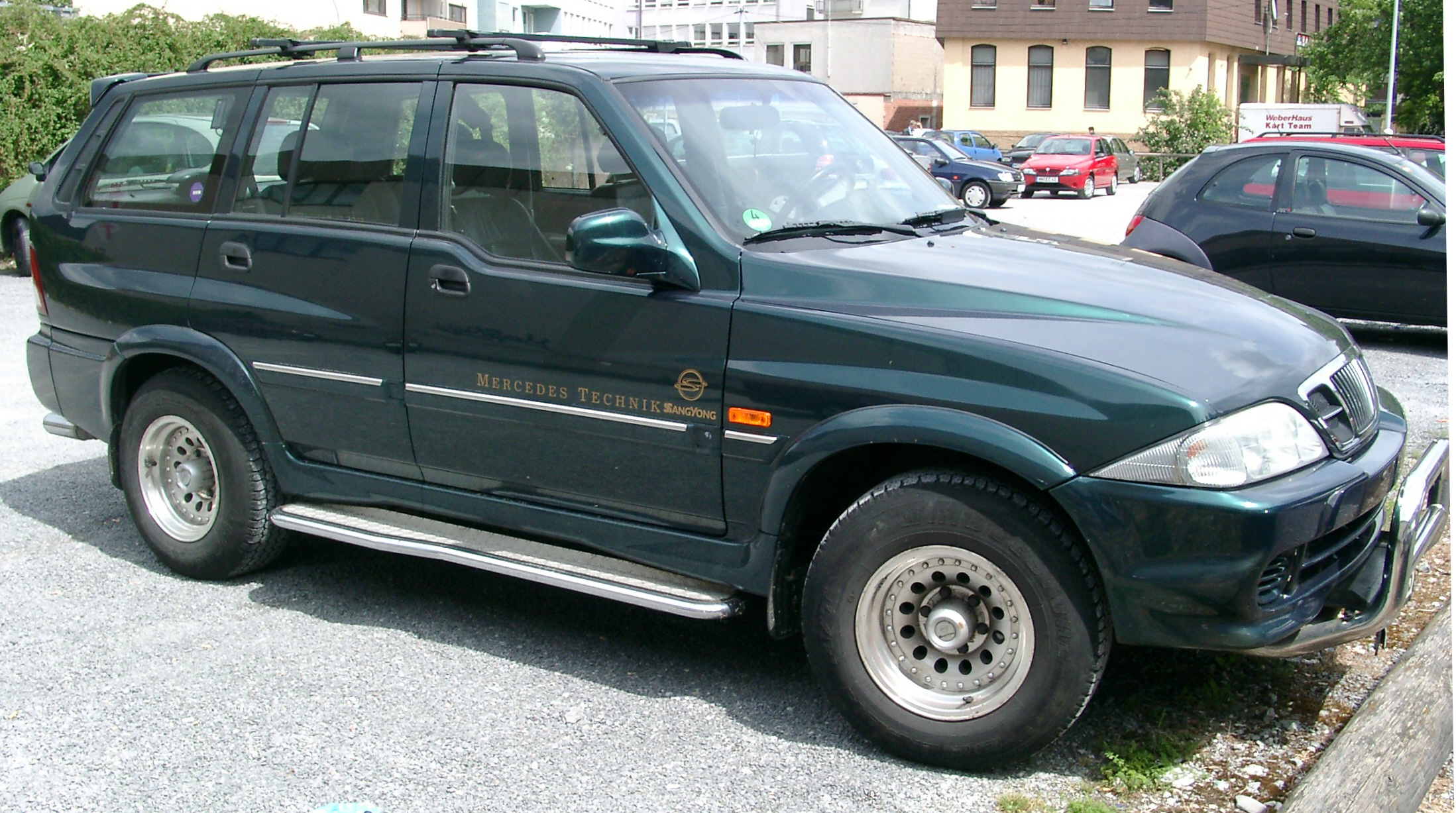
Un'applicazione extra-Mercedes-Benz del 3,2 litri M104: la SsangYong Musso

La variante da 3,2 litri della famiglia M104 esordì nel 1991 assieme alla rinnovata Classe S, la serie W140. Si trattava del più grande dei due motori destinati a sostituire il 3 litri sopradescritto. A partire da quest'ultimo, il motore M104E32 nacque aumentandone sia l'alesaggio che la corsa, passati rispettivamente alle misure di 89,9 e 84 mm, con una cilindrata risultante di 3199 cm³. Invariato invece il rapporto di compressione, sempre di 10:1.
Anche questo motore è stato prodotto in più varianti, con i medesimi valori di potenza massima della versione 3 litri, raggiunti però a regimi inferiori. Crebbe invece la coppia massima.
Dati tecnici principali:
- alesaggio e corsa: 89,9x84 mm
- cilindrata: 3199 cc
- rapporto di compressione: 10:1
- potenza massima: 170(231) kW(CV) a 5800 giri/min (104.990), 170(231) kW(CV) a 5600 giri/min (104.991, 104.994), 162(220) kW(CV) a 5500 giri/min (104.992, 104.995), 155(211) kW(CV) a 5500 giri/min (104.996)
- coppia massima: 310 N·m a 4100 giri/min (104.990), 315 N·m a 3750 giri/min (104.991, 104.994), 310 N·m a 3750 giri/min (104.992), 315 N·m a 3850 giri/min (104.995), 300 N·m a 3750 giri/min (104.996)

Applicazioni del motore 104.990:
- Mercedes-Benz 300 SE/SEL 3.2 W140 (1991-93)

Applicazioni del motore 104.991:
- Mercedes-Benz SL 320 R129 (1993-98)

Applicazioni motore 104.992:
- Mercedes-Benz 320 E W124 (1992-93)
- Mercedes-Benz E 320 W124 (1993-95)
- Mercedes-Benz 320 TE S124 (1992-93)
- Mercedes-Benz E 320 station wagon S124 (1993-96)
- Mercedes-Benz 320 CE C124 (1992-93)
- Mercedes-Benz E 320 coupé C124 (1993-96)
- Mercedes-Benz 320 CE cabriolet A124 (1992-93)
- Mercedes-Benz E 320 cabriolet A124 (1993-97)

Applicazioni del motore 104.994:
- Mercedes-Benz S 320 W140 (1993-98)

Applicazioni del motore 104.995:
- Mercedes-Benz E 320 W210 (1995-97)

Applicazioni del motore 104.996:
- Mercedes-Benz G 320 W463 (1994-97)

Anche il 3,2 litri M104 è stato prodotto su licenza dalla SsangYong, che l'ha utilizzato per i seguenti modelli:
- SsangYong Musso 3.2 (1993-02)
- SsangYong Rexton 3.2 (dal 2001)
- SsangYong Korando 3.2 (1997-04)
- SsangYong Rodius 3.2, non per l'Italia
- SsangYong Chairman 3.2 (1997-08), non importata in Italia
- SsangYong Chairman W 3.2 (dal 2008), non importata in Italia
- SsangYong Kyron 3.2, non importata in Italia

### M104E28: il 2,8 litri

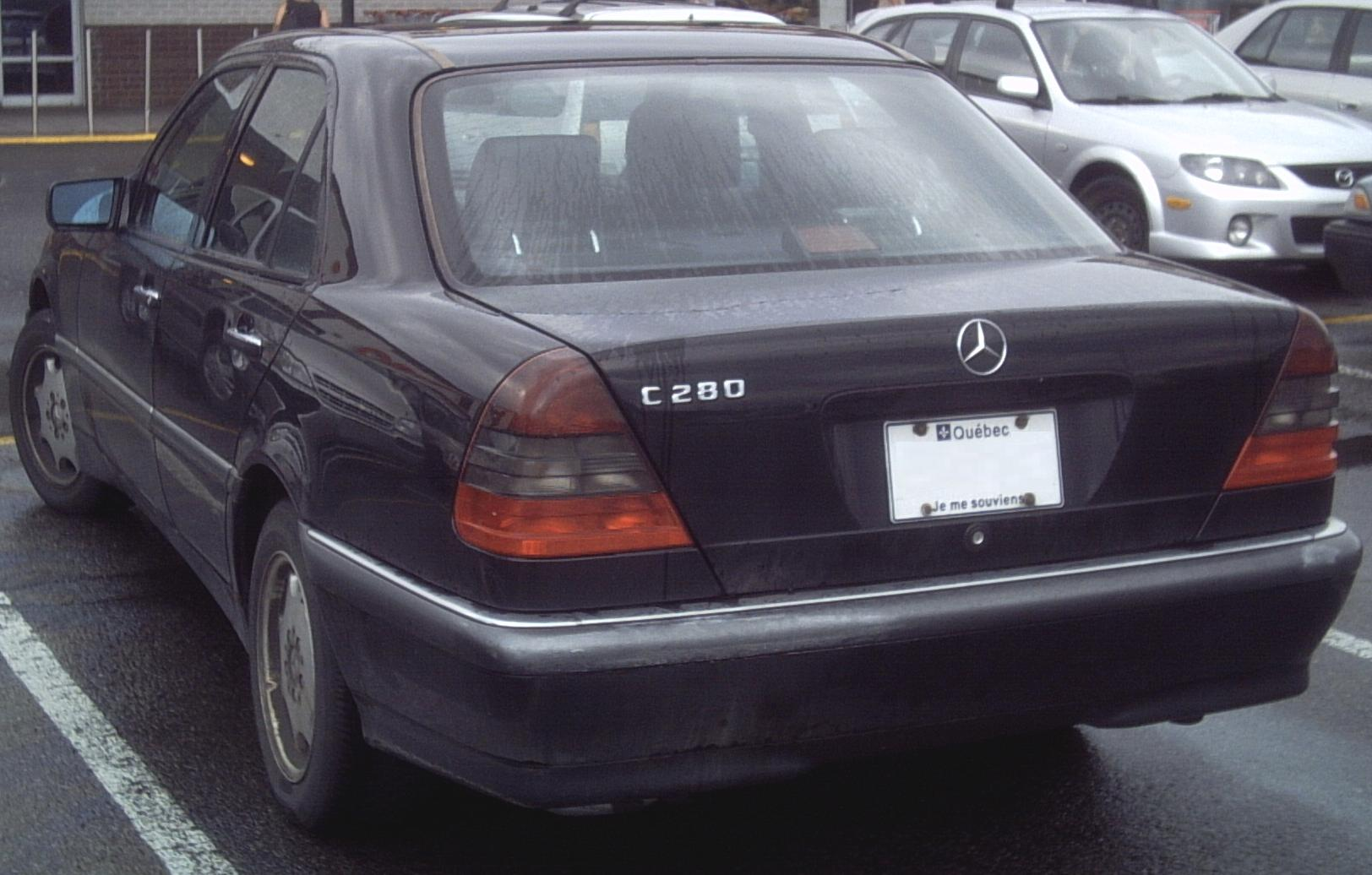
Il 2,8 litri M104 equipaggiava l'unica versione (AMG esclusa) a 6 cilindri della Classe C W202

Il 2,8 litri M104 (sigla M104E28) apparve nell'autunno 1992. Si trattava di una versione a corsa corta del 3,2 litri: fermo restando l'alesaggio ad 89,9 mm, la corsa era stata ridotta di oltre un centimetro, fino ad 73,5 mm, ottenendo una cilindrata di 2799 cm³. Anche in questo caso il rapporto di compressione rimaneva invariato.

Il motore M104E28 debuttò con una potenza massima di 145(197) kW(CV) a 5500 giri/min e una coppia massima di 270 N·m a 3750 giri/min. L'anno seguente la potenza massima venne ridotta di 4 CV, portandosi a 193 CV, sempre allo stesso regime. Non cambiava invece la coppia massima.
Dati tecnici principali:
- alesaggio e corsa: 89,9x73,5 mm
- cilindrata: 2799 cc
- rapporto di compressione: 10:1
- potenza massima: 145(197) kW(CV) a 5500 giri/min, da giugno 1993 142(193) kW(CV) a 5500 giri/min
- coppia massima: 270 N·m a 3750 giri/min

Applicazioni del 2,8 litri M104:
- Mercedes-Benz 280 E W124 (1992-93)
- Mercedes-Benz E 280 W124 (1993-95)
- Mercedes-Benz 280 TE S124 (1992-93)
- Mercedes-Benz E 280 station wagon S124 (1993-96)
- Mercedes-Benz 280 E "lunga" V124 (1992-93)
- Mercedes-Benz E 280 "lunga" V124 (1993-94)
- Mercedes-Benz 300 SE 2.8 W140 (1992-93)
- Mercedes-Benz S 280 W140 (1993-94)
- Mercedes-Benz SL 280 R129 (1993-98)
- Mercedes-Benz C 280 W202 (1993-97)
- Mercedes-Benz E 280 W210 (1995-97)

Questo motore ha conosciuto anche un'applicazione su una grande berlina SsangYong non importata in Europa:
- SsangYong Chairman 2.8 (1997-08), non importata in Italia

#### Altri motori 2.8
Durante la seconda metà degli anni '90, la Casa di Stoccarda ha utilizzato un altro 2.8 completamente diverso, poiché in realtà non è stato costruito dalla Mercedes-Benz, bensì dalla Volkswagen. Questo motore è lo stesso V6 utilizzato per modelli di punta della Casa di Wolfsburg, come per esempio la Golf Mk3 VR6. La Casa della "stella a tre punte" ha utilizzato questo motore unicamente per la Mercedes-Benz V280, prodotta dal 1997 al 2001. La Casa tedesca ha scelto questo motore in luogo del suo 6 cilindri in linea di pari cilindrata per motivi di spazio, poiché il 2.8 Mercedes-Benz non trovava posto sotto l'angusto cofano della grossa monovolume.

In ogni caso, Mercedes-Benz ha inserito anche questo motore nella sua famiglia di motori M104, codificandolo come 104.900 e denominandolo M104VR6. Questo motore eroga una potenza massima di 174 a 6000 giri/min e una coppia massima di 237 Nm tra 3500 e 4500 giri/min.

## Le versioni AMG
AMG, preparatore ufficiale Mercedes-Benz, propose due varianti dei motori M104, inserite ufficialmente nel listino della Casa madre.

### Versione da 3,4 litri M104 3.4
Questo è un propulsore poco conosciuto, prodotto in meno di 300 esemplari numerati e molto raro. Abbinato a questo motore AMG realizzò un apposito differenziale autobloccante e una centralina priva delle limitazioni di velocità. Questi motori riportano sul basamento una duplice numerazione, infatti accanto al numero di serie Mercedes vi era un'ulteriore punzonatura AMG. Principalmente fu montato sulla Classe E ed in edizione limitata, anche se alcuni esemplari furono installati sulla SL. Si tratta di un 3,4 litri derivato dal 3 litri 24 valvole della stessa famiglia. Questo motore è stato realizzato nel periodo 1990 - 1992, denominato 3.4 AMG, era disponibile per la Classe E (W124) sia in versione berlina, sia in versione station wagon TE, sia nella versione coupé CE ed erogava una potenza massima di 276 CV, con una coppia massima di 330 N·m. Alcune unità di questo motore furono installate anche sulla spider SL serie R129 versione 300 24 valvole 3.4 AMG. Di questa versione sono stimati una decina di esemplari. 

Anche la cabriolet (classe E) ovvero la 300 CE cabriolet ha potuto usufruire, su richiesta, di un pacchetto comprendente il 3,4 litri AMG di origine M104. In questo caso, però la potenza massima era inferiore e raggiungeva 252 CV. 

### M104E36: il 3,6 litri

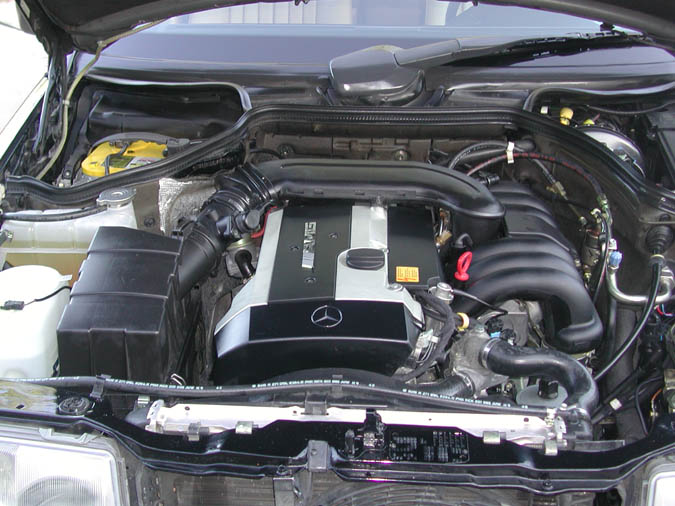
L'evoluzione più potente del motore M104, quella da 3,6 litri elaborata da AMG

Quella da 3,6 litri è la più conosciuta versione della famiglia M104 elaborata da AMG. Tale motorizzazione prendeva come base l'unità M104E28, ossia il 2,8 litri. Vennero aumentate le misure di alesaggio e corsa, passate a 91x92,4 mm per una cilindrata totale di 3606 cm³. Per ottenere queste misure fu utilizzato un albero motore proveniente dal modello S 350 TURBODIESEL della serie W140. Il rapporto di compressione aumentò fino a 10,5:1 e fu cambiato il profilo delle camme; lo scarico viene reso più libero. Anche l'elettronica venne adeguata alle modifiche effettuate e come risultato fu ottenuto un propulsore in grado di erogare sulla C 36 una potenza massima di 206(280) kW(CV) a 5750 giri/min, con un picco di coppia pari a 385 N·m disponibili tra 4000 e 4750 giri/min. Sulla E 36 la potenza massima calava a 200(272) kW(CV) sempre allo stesso regime, mentre la coppia massima rimanva identica, ma veniva raggiunta da 3750 a 4500 giri/min.

Questo motore ha trovato applicazione nei seguenti modelli:
- Mercedes-Benz E 36 AMG S124/C124/A124 (1993-96)
- Mercedes-Benz E 36 AMG W210 (1995-96), in UK
- Mercedes-Benz C 36 AMG W202 (1993-97)
- Mercedes-Benz G36 AMG W463 (1994-97)

## Altre elaborazioni dei motori M104
Molti preparatori, soprattutto europei, si sono cimentati nell'elaborazione dei propulsori M104. Alcuni hanno dotato questi motori di sovralimentazione, ottenendo in questo caso potenze massime comprese fra 300 e 1800 CV.